# Kanzel
Die Kanzel, zuweilen auch Predigtstuhl genannt, ist ein erhöhter Ort in oder an Kirchen, Synagogen und Moscheen, von dem aus der Geistliche das Wort Gottes verkündigt und die Predigt hält.

## Christentum

### Kanzeln in Kirchen
Das Wort stammt von lat. und ital. cancelli „Gitter, Schranken“. In der Frühzeit des Christentums war nämlich als Predigtort der Ambo in der Nähe der Schranken zwischen Chorraum und Kirchenschiff aufgestellt.
Die Kanzel als Empore im Dienst der Homilie ist eine Erfindung der Prediger-(Bettel-)Orden des 13. Jahrhunderts. Je größer die Kirchen wurden und je mehr Bedeutung man der Predigt zumaß, desto höher wurden die Kanzeln und desto kunstvoller wurden sie figürlich und ornamental ausgestaltet. Grundbestandteile sind der mitunter mit einem Lesepult versehene, dekorativ gestaltete Kanzel-Korpus (auch Kanzelkorb genannt) von polygonalem, meist oktogonalem Grundriss, der auf einem Fuß oder Träger ruht und zu dem entweder im Kircheninnern selbst oder an der Außenwand eine Treppe hinaufführt, und der ebenfalls oftmals dekorativ gestaltete Schalldeckel, der optisch durch eine Rückwand mit dem Kanzel-Korpus verbunden sein kann. Treppe und Kanzel-Korpus sind in der Regel durch eine Tür getrennt.
Die Stellung der Kanzel im Raum wurde unterschiedlich gehandhabt; akustische Gründe können den Ausschlag gegeben haben, aber auch gegebenenfalls das künstlerische Gesamtkonzept. Oft ist die Kanzel im vorderen Drittel oder in der Mitte des Hauptschiffs, angebaut an eine Säule oder zwischen zwei Säulen, oder – bei kleineren Kirchen – an der Längswand errichtet.  In manchen Kirchen findet man gegenüber der Kanzel auf der anderen Seite des Kirchenschiffes ein (größeres) Kruzifix.
Durch die Reformation wuchs die Bedeutung der Predigt, in vielen Kirchen wurden daraufhin aufwendige Kanzeln angeschafft. In evangelischen Kirchen, die in der Barockzeit errichtet wurden, fand vielfach ein Kanzelaltar Einzug: Die Kanzel ist über dem Altar an der inneren Stirnwand der Kirche angebracht und mit ihm in eine einzige Konstruktion eines ein- oder mehrgeschossigen Altarretabels integriert. Dies symbolisiert die Gleichwertigkeit von Wort und Sakrament.
Auch in katholischen Kirchen hatte die Kanzel als Predigtort nach dem Trienter Konzil eine große plastische und räumliche Prominenz, besonders im 17. und 18. Jahrhundert.
Häufigstes Baumaterial der Kanzel ist Holz oder Stein. Die in der Regel gefassten Dekorelemente sind zumeist ebenfalls aus Holz geschnitzt oder Stein gehauen, aber auch aus Stuck geformt. Das figürliche Programm des Kanzel-Korpus weist zumeist die vier Evangelisten oder die vier westlichen Kirchenlehrer (Gregor der Große, Ambrosius von Mailand, Augustinus von Hippo und Hieronymus) auf. Der Schalldeckel wird oft von einer Christusfigur oder von Symbolen für Christus bekrönt, umgeben von Putten mit den Leidenswerkzeugen; in der Gegenreformation und Barockzeit ersetzt der drachenbesiegende Engel die Christusfigur. An der Unterseite des Schalldeckels, also unmittelbar über dem Prediger, ist fast immer eine Taube als Symbol für den Heiligen Geist angebracht.
Eine kunsthistorische Sonderform bildet die sogenannte Schiffsbrückenkanzel. Der Korpus in Form eines Schiffsrumpfes ist zumeist ohne Träger an der Wand befestigt. Dekor sind Fischernetze am Korpus und Takelage an oder als Schalldeckel.
In katholischen Kirchen werden Kanzeln, soweit noch vorhanden, heute nur noch selten gebraucht, weil die Liturgiereform des Zweiten Vatikanischen Konzils die Messliturgie neu gestaltete. Größere Bedeutung erhielt wieder der Ambo, ein erhöhter Ort, von dem aus das Wort Gottes sowohl verlesen als auch in der Predigt ausgelegt wird. Waren mittelalterliche Ambonen eher Kanzeln ohne Schalldeckel, so steht ein heutiger Ambo meist am vorderen Rand der erhöhten Altarinsel als ein oft einfach zweckentsprechendes, manchmal allerdings auch künstlerisch gestaltetes Pult.
Bei Messen nach der vor dem Zweiten Vatikanischen Konzil geltenden Liturgie wird  häufiger von der Kanzel gepredigt.
Bis heute haben sich mit der Predigt von der Kanzel verbundene Redewendungen erhalten, etwa „jemanden abkanzeln“, das heißt: jemanden mit deutlichen Worten und unter Ausnutzung von Autorität zurechtweisen, ohne ihm die Möglichkeit zum Widerspruch zu geben.

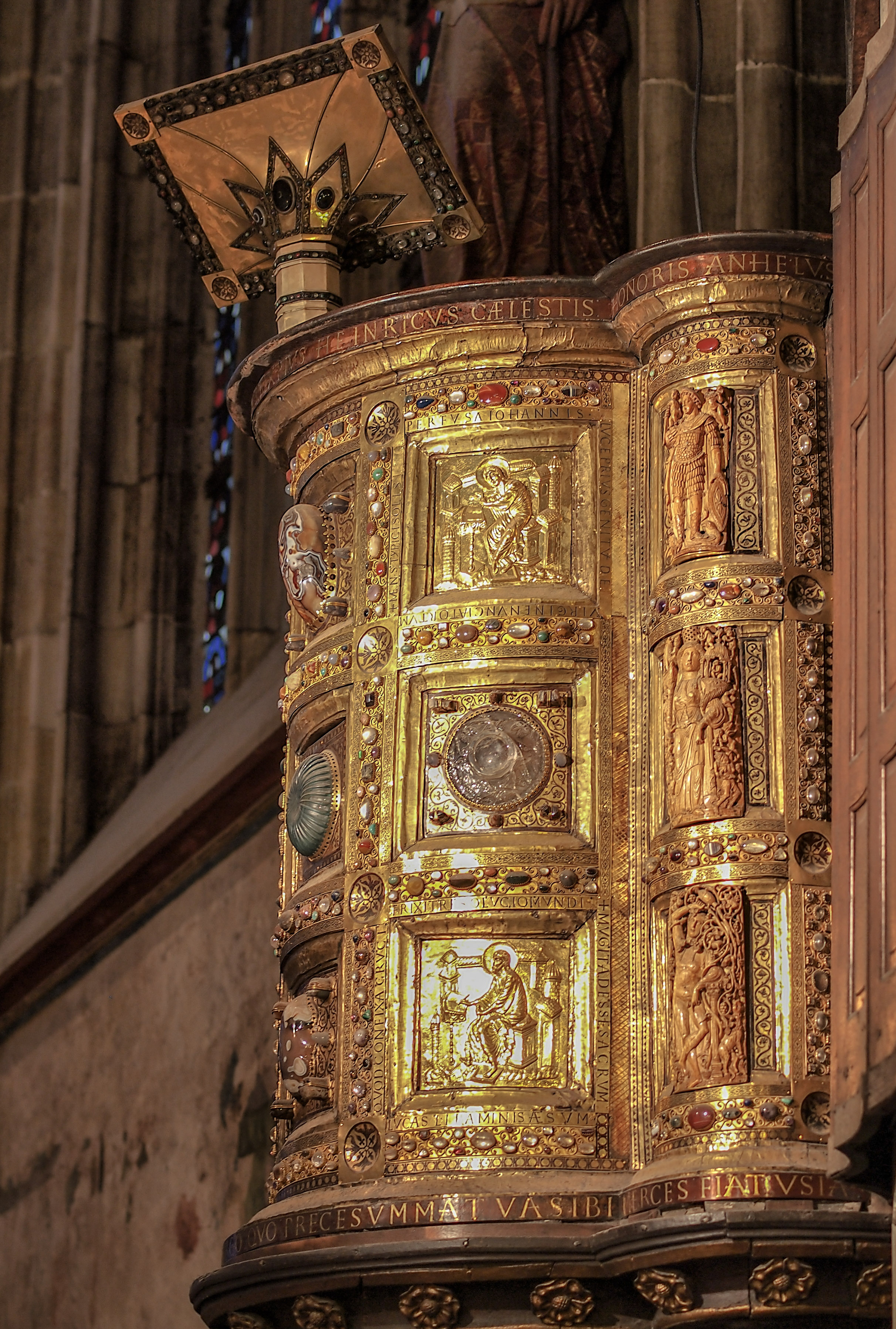
Ottonischer Ambo Heinrichs II., „Heinrichskanzel“ genannt, im Aachener Dom
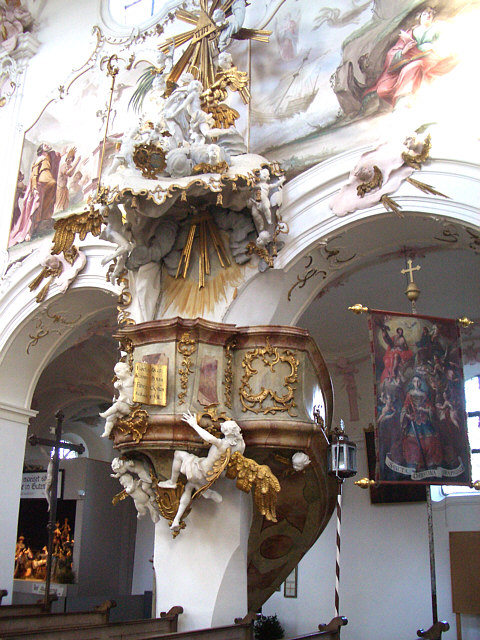
Rokoko-Kanzel in der Klosterkirche Gutenzell
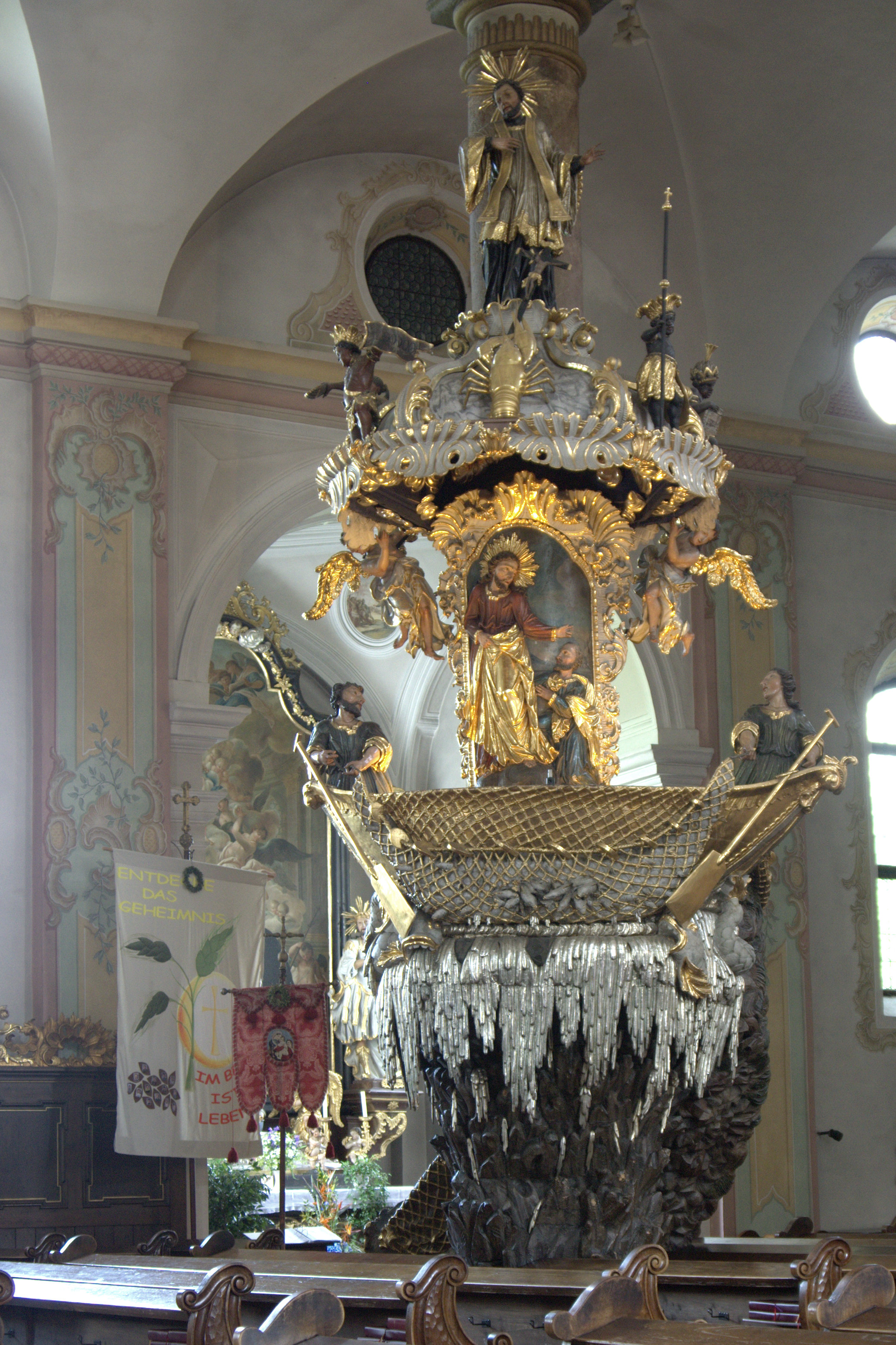
Fischerkanzel Traunkirchen
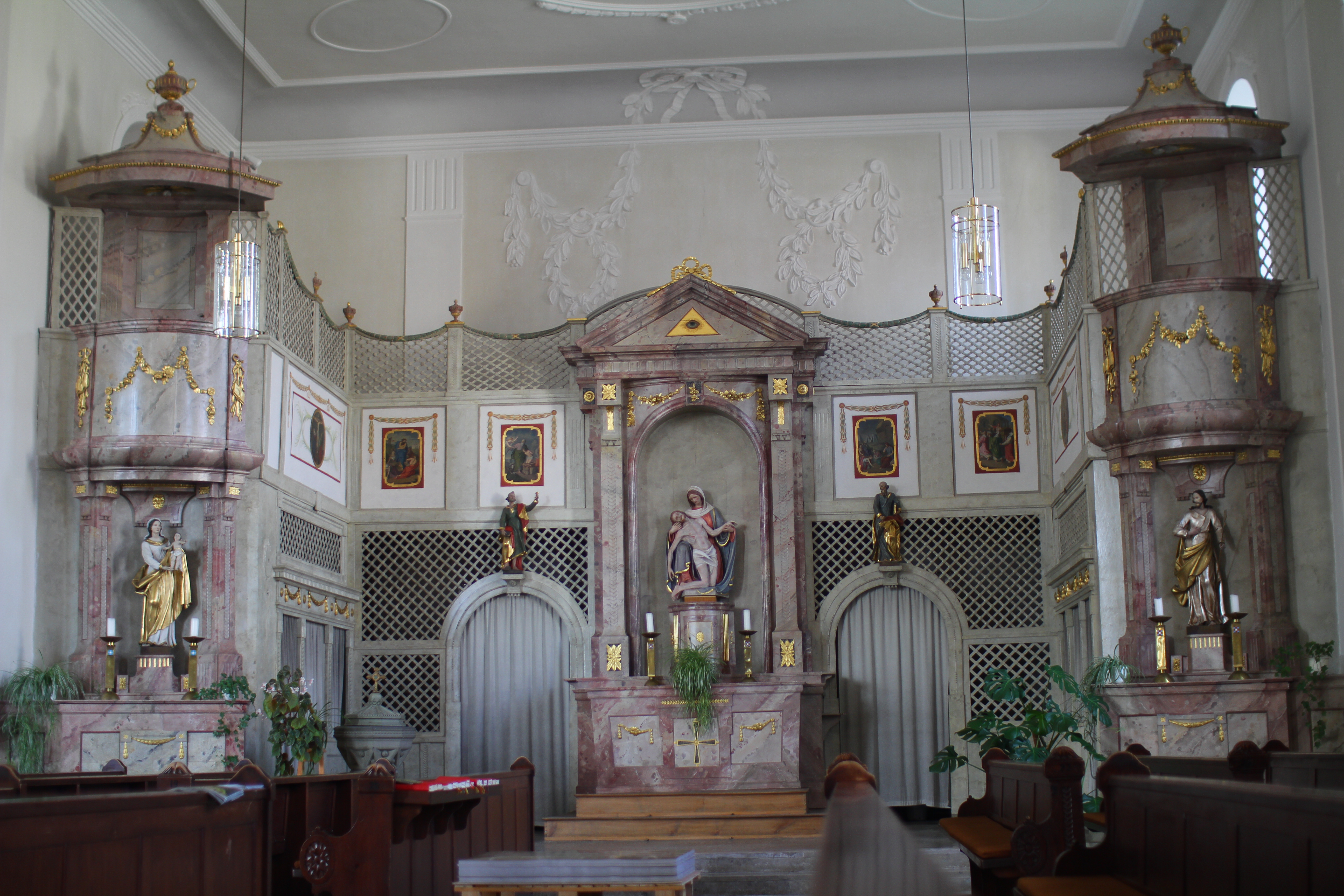
Besonderheit: doppelte Kanzel in St. Peter und Paul (Immendingen)

### Außenkanzeln

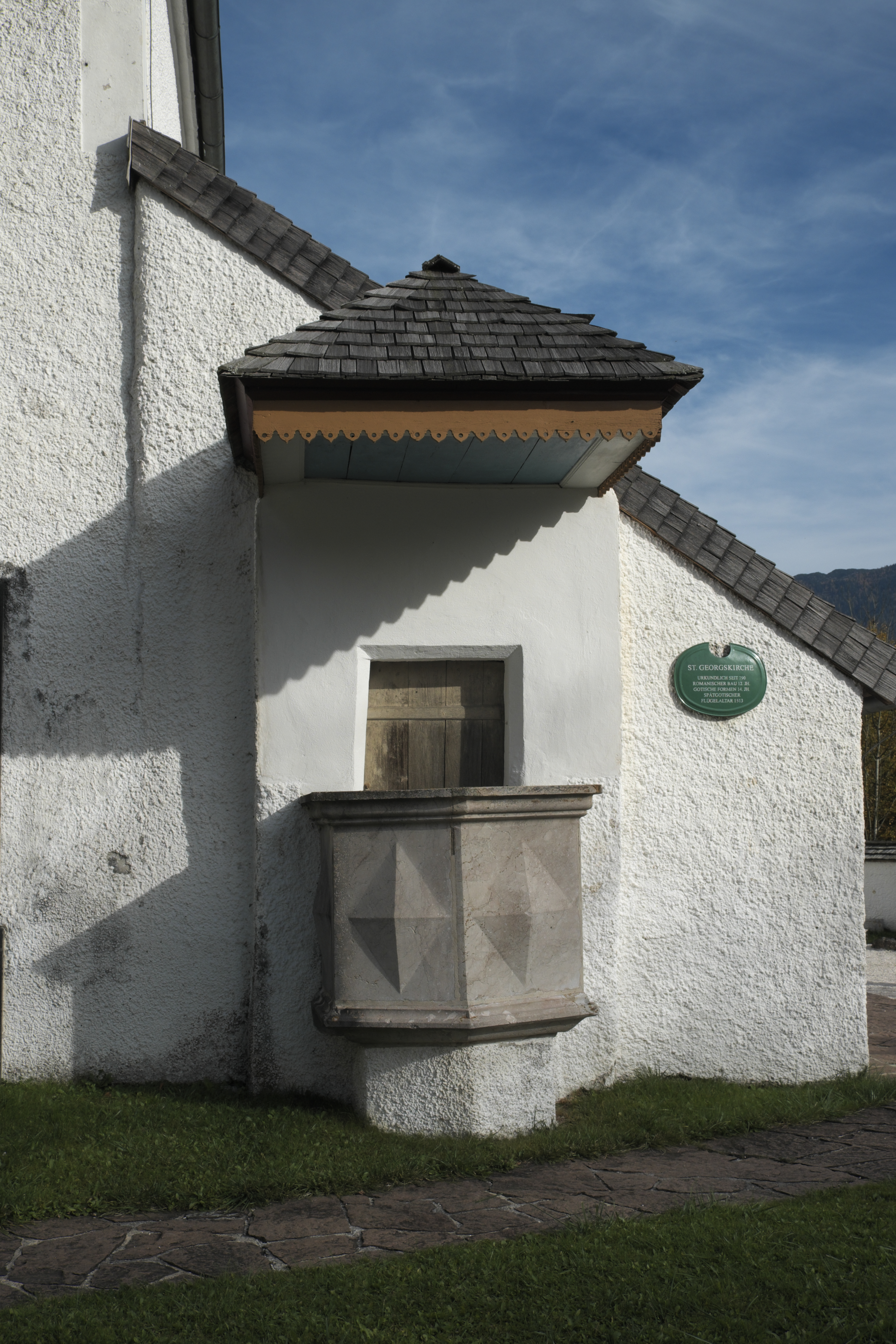
Außenkanzel am Nonner Kircherl in Bad Reichenhall

Vor allem an Wallfahrtskirchen entstanden Außenkanzeln, um bei großem Andrang von Wallfahrern von dort aus predigen und die Reliquien zeigen zu können. Die Außenkanzel kann sowohl vom Kircheninneren über eine Tür als auch über eine eigene Außentreppe zugänglich sein. Anstelle einer Kanzel kann auch ein offener Altan oder ein Balkon über einem Portal dem gleichen Zweck dienen und wird dann ebenso Außenkanzel genannt.

### Friedhofskanzeln

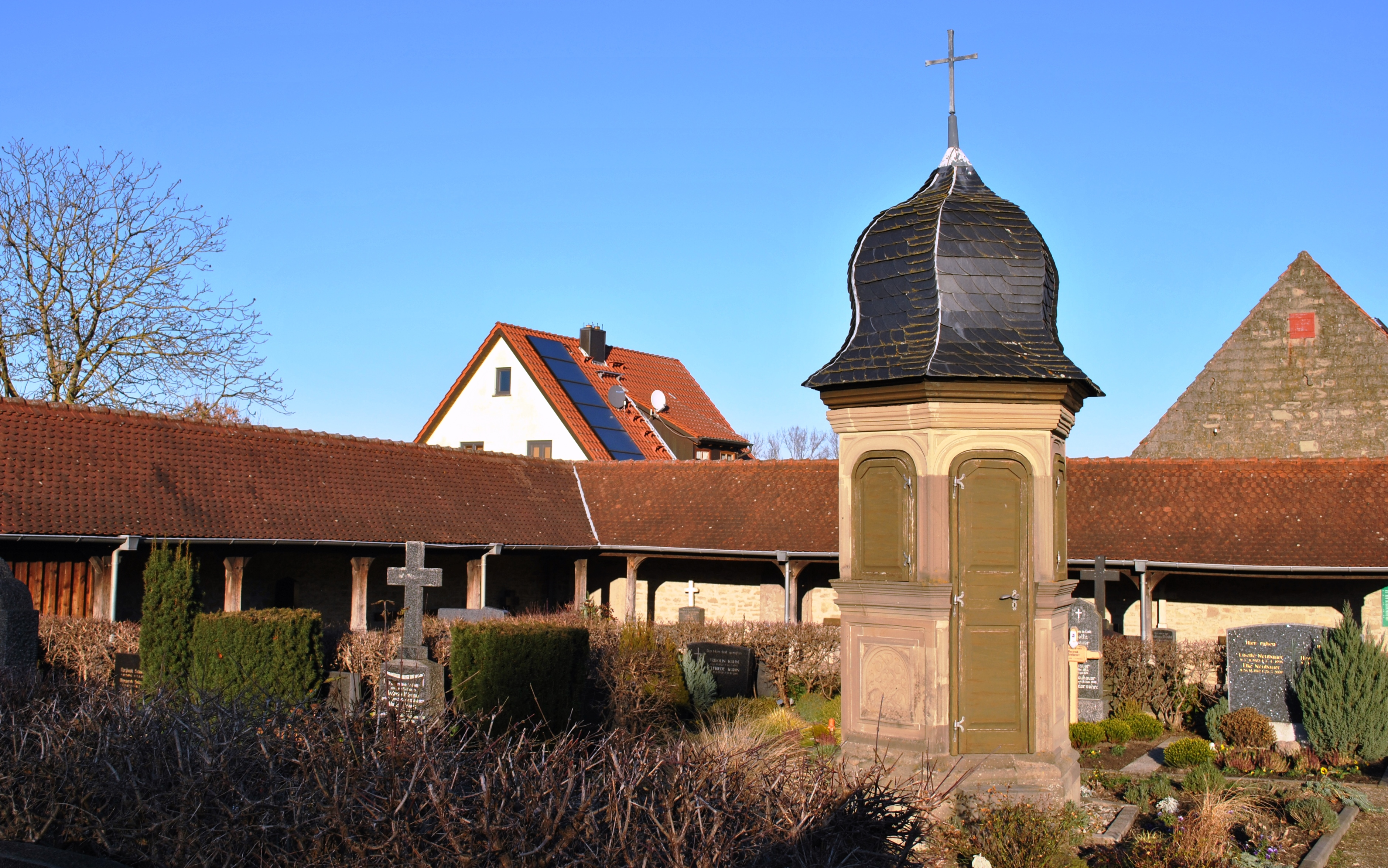
Die Friedhofskanzel in Wiesenbronn

Insbesondere in Mainfranken und Thüringen haben sich auch auf den Friedhöfen sogenannte Friedhofskanzeln (auch Freikanzel, Predigthäuslein) als freistehende Baukörper erhalten. Zwei Prozesse sind ausschlaggebend für ihre Entstehung. Zum einen verlegte man im Laufe des 16. Jahrhunderts häufig die Friedhöfe vor die dicht bebauten Ortschaften, weil die sogenannten Kirchhöfe um die Gotteshäuser durch Bevölkerungsanstieg und/oder Pestepidemie die anwachsenden Begräbnisse nicht mehr aufnehmen konnten. Zum anderen machte die aufkommende lutherische Lehre auch auf den nun weiter entfernten Friedhöfen eine Leichenpredigt notwendig. Die Kanzeln wurden in Sicht- und Hörweite zu Sitzbänken erbaut, die häufig unterhalb sogenannter Friedhofsarkaden aufgestellt sind.
Eine besonders hohe Dichte von Friedhofskanzeln findet sich im unterfränkischen Landkreis Kitzingen. Hier sind zwei bautechnische Grundtypen zu identifizieren. Älter sind die Kanzeln mit viereckigem Grundriss, die eher gedrungen wirken. Sie schließen zumeist mit einer sogenannten Welschen Haube ab und dominieren den Friedhof, auf dem sie zentral errichtet wurden. Ein besonders bemerkenswertes Beispiel dieser Kanzel ist auf dem Friedhof in Prichsenstadt zu finden. Die zweite Variante wirkt schlanker, weil hier ein sechseckiger Grundriss die Basis der Kanzel bildet. Ein solches Modell ist im Friedhof von Buchbrunn aufgestellt.
Eine weitere Variante dieser Friedhofskanzeln existiert in der Bretagne.

## Profane Kanzeln

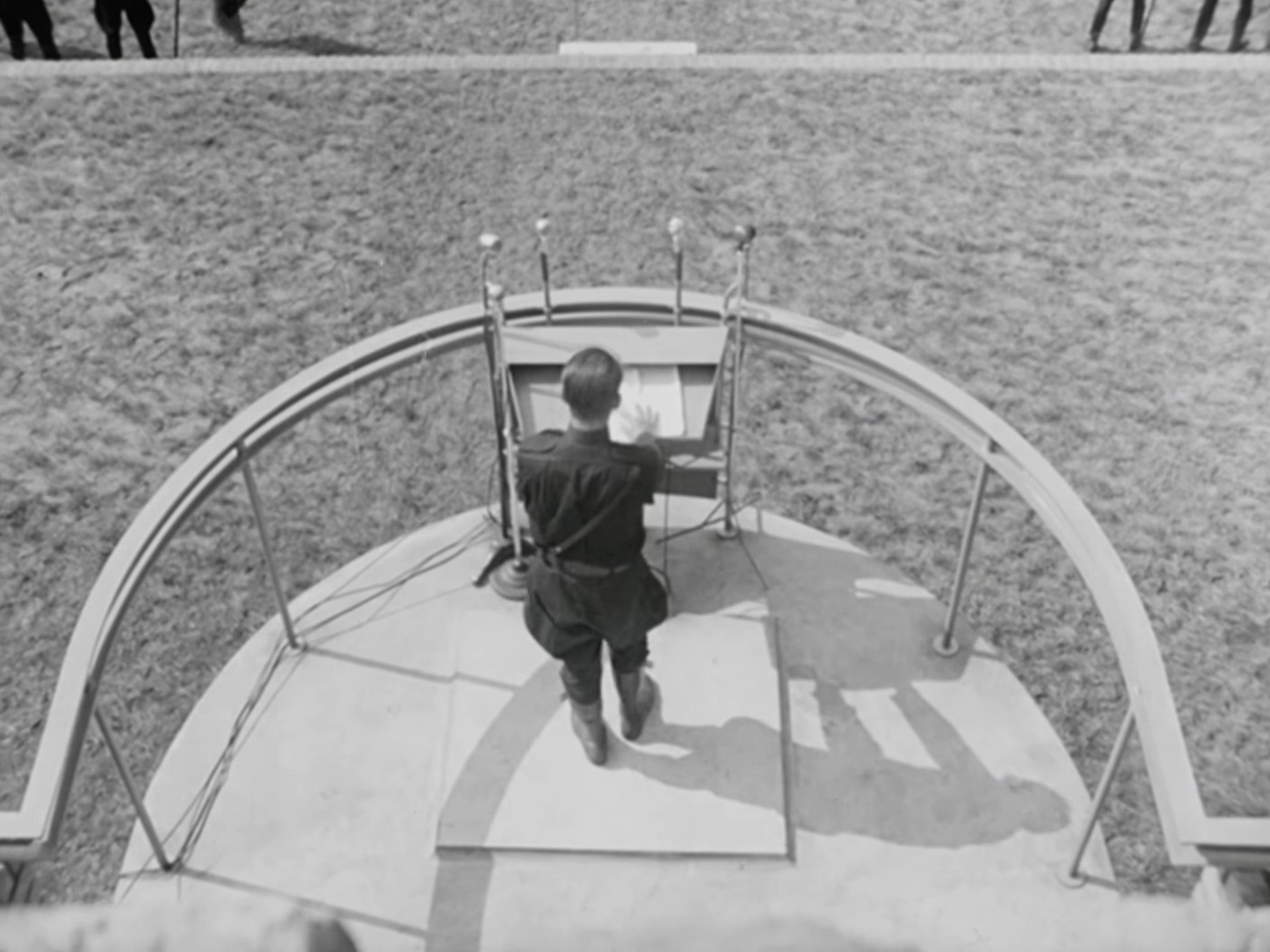
Rednerkanzel an der Muur van Mussert in Lunteren

Manchmal werden auch an Orten, an denen regelmäßig (weltliche) Ansprachen gehalten werden (etwa bei Massenveranstaltungen totalitärer Parteien), fest installierte Rednerkanzeln angebracht, etwa auf dem Reichsparteitagsgelände in Nürnberg, auf dem Franzschen Feld in Braunschweig oder dem Nationaal Tehuis im niederländischen Lunteren.